# Kapuzinerkloster Donauwörth

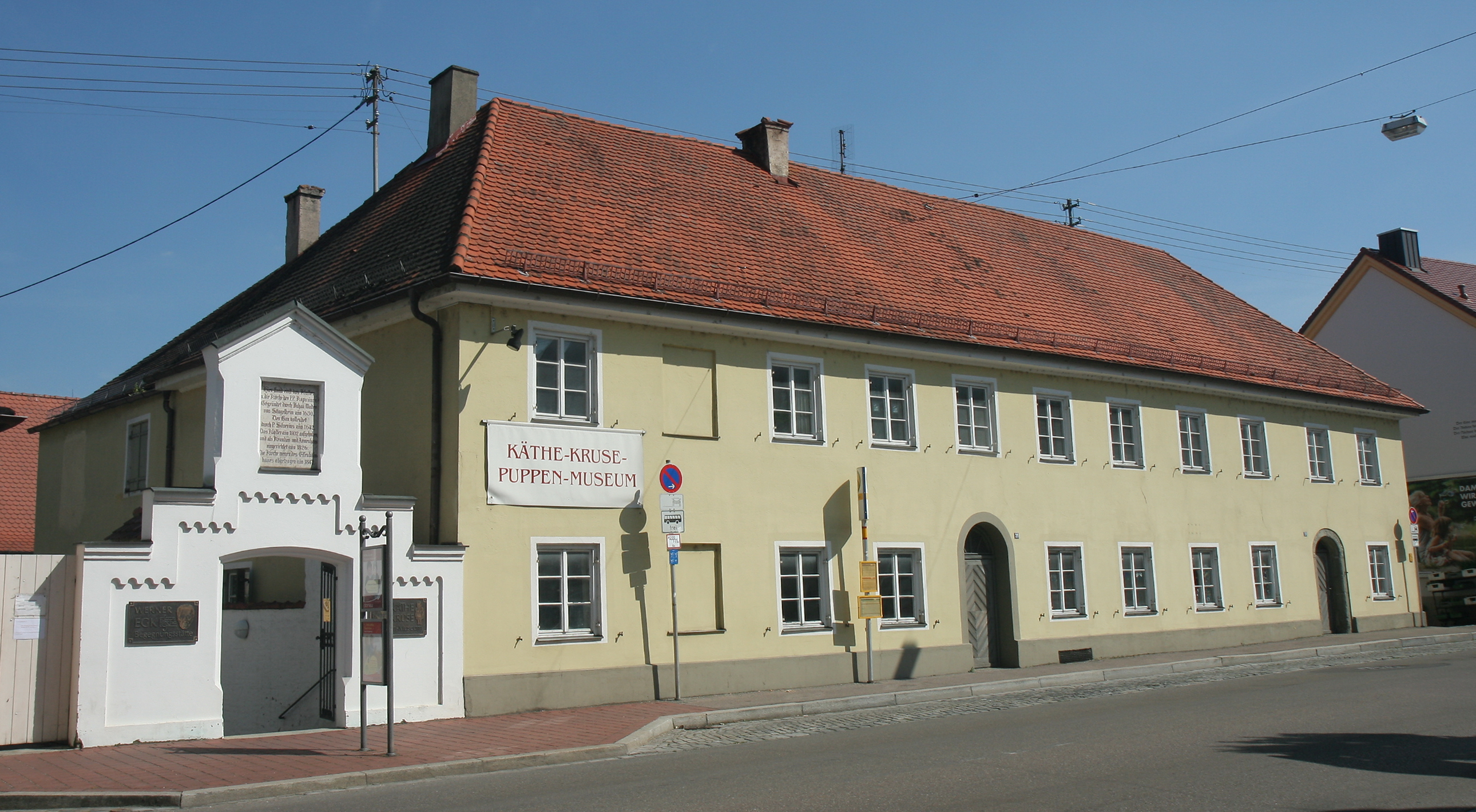
Klostergebäude

Das Kapuzinerkloster Donauwörth ist ein ehemaliges Kloster der Kapuziner in Donauwörth in Bayern in der Diözese Augsburg.

## Geschichte
Das Kloster wurde 1630 gegründet und 1802 im Zuge der Säkularisation aufgelöst. Der Konvent kam in das Zentralkloster nach Türkheim. Kirche und Kloster ersteigerten Privatleute. Die Kirche wurde 1846 abgebrochen. In den Klostergebäuden wurden ein Spital und ein Armenhaus untergebracht. Heute beherbergen sie das Käthe-Kruse-Puppen-Museum und die Werner-Egk-Begegnungsstätte.